# Rozdzielnopłciowość
Rozdzielnopłciowość, gonochoryzm – zjawisko występowania w obrębie jednego gatunku osobników dwóch odmiennych płci: samca i samicy. 
Rozdzielnopłciowość występuje także u niektórych roślin telomowych, najczęściej u roślin nagonasiennych, rzadziej okrytonasiennych, gdzie na jednym osobniku występują rozdzielnopłciowe kwiaty, tzn. męskie, zawierające tylko pręciki i żeńskie zawierających tylko słupki (jednopienność). Rzadziej zdarza się, że są osobne osobniki tylko z kwiatami męskimi bądź tylko z żeńskimi (dwupienność).